# Margareta Haverman

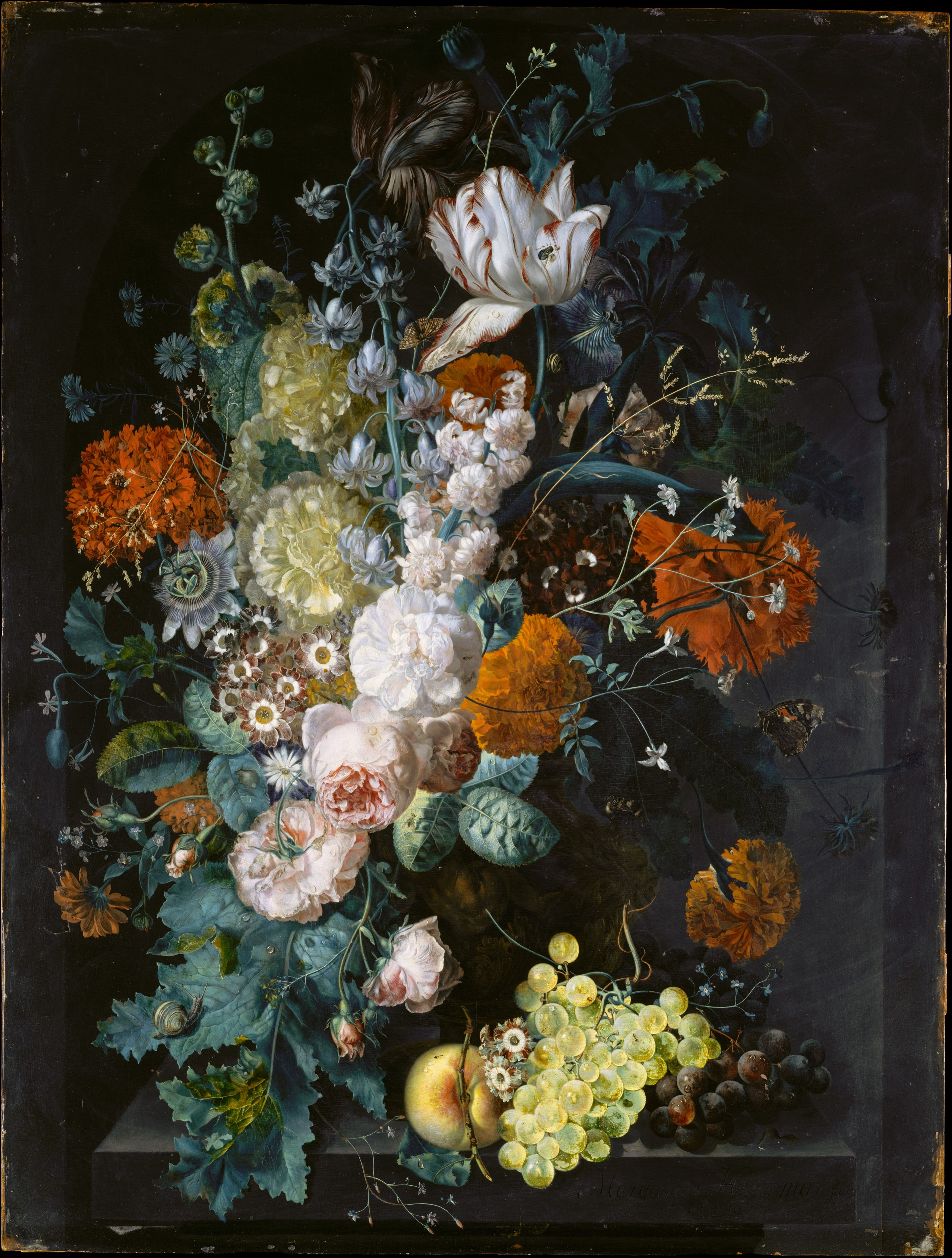
Margareta Haverman, A Vase of Flowers, MET

Margareta Haverman, född i Breda 1693, död efter 1739, var en fransk (ursprungligen nederländsk) målare. Hon var medlem av Académie Royale de Peinture et de Sculpture (1722). 
Margareta Haverman var dotter till den nederländske kaptenen Daniël Haverman, föreståndare för en pojkskola i Amsterdam, och Margaretha Schellinger. 
Hon studerade stillebensmåleri under Jan van Huysum i Amsterdam, sedan familjen hade flyttat dit 1703. Hon gifte sig 1721 med arkitekten Jacques de Mondoteguy och emigrerade med honom från Nederländerna till Frankrike.  
Margareta Haverman valdes 13 januari 1722 in i franska akademien. Hon blev därmed akademiens enda kvinnliga ledamot, eftersom hennes föregångare Rosalba Carriera, året innan lämnat både landet och akademien. Hon valdes in sedan hon presenterat ett stilleben av frukter och blommor för akademien. Så som invald förväntades hon färdigställa och lämna in en oljemålning till akademien. När hon misslyckades med uppgiften, utsattes hon för misstanken att hennes första tavla i själva verket hade målats av Jan van Huysum snarare än henne. Hon blev därför 1723 utesluten ur akademien anklagad för plagiat. Ingen ny kvinna skulle komma att väljas in i akademien förrän Marie-Thérèse Reboul nästan fyrtio år senare. Huruvida hon verkligen var skyldig till plagiat är oklart: hon uteslöts på grund av misstanken och inte för att hon hade överbevisats som skyldig, och att hennes tavla påminde om Jan van Huysums var inte konstigt eftersom han var hennes lärare och hon hade lärt sig måla just tavlor i hans stil. 
Efter uteslutningen från akademien flyttade Margareta Haverman med sin make och sina barn till makens hemstad Bayonne. Hon omtalas senast 1739, när hon flyttade från Bayonne med sina barn efter makens död. 
Endast två tavlor återstår som påstås vara av Margareta Haverman, men det är tänkbart att en del tavlor som bedömts vara Jan van Huysums i själva verket var målade av henne, då de arbetade i samma stil och med samma motiv. 